# Nicola Giolito
Nicola Giolito (ur. 12 września 1976 w Rimini) – włoski trener siatkarski. Przez większość swojej kariery trenerskiej jest asystentem trenerów. Jako zawodnik grał na pozycji rozgrywającego. Ukończył fizjoterapię w Romanii. Dalszą karierę siatkarską nie mógł kontynuować z powodu kontuzji kolana.

## Przebieg kariery
| Jako siatkarz        | Jako siatkarz                          | Jako siatkarz                          | Jako siatkarz                          | Jako siatkarz                          | Jako siatkarz                          | Jako siatkarz                          | Jako siatkarz                          | Jako siatkarz                          | Jako siatkarz                          | Jako siatkarz                          |                                        |
| Lata                 | Klub                                   | Klub                                   | Klub                                   | Klub                                   | Klub                                   | Klub                                   | Klub                                   | Klub                                   | Klub                                   | Klub                                   | Klub                                   |
| -------------------- | -------------------------------------- | -------------------------------------- | -------------------------------------- | -------------------------------------- | -------------------------------------- | -------------------------------------- | -------------------------------------- | -------------------------------------- | -------------------------------------- | -------------------------------------- | -------------------------------------- |
| 1996–2000            | Viserba Volley                         | Viserba Volley                         | Viserba Volley                         | Viserba Volley                         | Viserba Volley                         | Viserba Volley                         | Viserba Volley                         | Viserba Volley                         | Viserba Volley                         | Viserba Volley                         | Viserba Volley                         |
| 2000–2001            | Rimini                                 | Rimini                                 | Rimini                                 | Rimini                                 | Rimini                                 | Rimini                                 | Rimini                                 | Rimini                                 | Rimini                                 | Rimini                                 | Rimini                                 |
| 2001–2002            | Dinamo Pallavollo Bellaria Igea Marina | Dinamo Pallavollo Bellaria Igea Marina | Dinamo Pallavollo Bellaria Igea Marina | Dinamo Pallavollo Bellaria Igea Marina | Dinamo Pallavollo Bellaria Igea Marina | Dinamo Pallavollo Bellaria Igea Marina | Dinamo Pallavollo Bellaria Igea Marina | Dinamo Pallavollo Bellaria Igea Marina | Dinamo Pallavollo Bellaria Igea Marina | Dinamo Pallavollo Bellaria Igea Marina | Dinamo Pallavollo Bellaria Igea Marina |
| 2002–2003            | Bellaria                               | Bellaria                               | Bellaria                               | Bellaria                               | Bellaria                               | Bellaria                               | Bellaria                               | Bellaria                               | Bellaria                               | Bellaria                               | Bellaria                               |
| 2003–2004            | Sangrem Morciano                       | Sangrem Morciano                       | Sangrem Morciano                       | Sangrem Morciano                       | Sangrem Morciano                       | Sangrem Morciano                       | Sangrem Morciano                       | Sangrem Morciano                       | Sangrem Morciano                       | Sangrem Morciano                       | Sangrem Morciano                       |
| 2004–2005            | Polazzo Vicenza                        | Polazzo Vicenza                        | Polazzo Vicenza                        | Polazzo Vicenza                        | Polazzo Vicenza                        | Polazzo Vicenza                        | Polazzo Vicenza                        | Polazzo Vicenza                        | Polazzo Vicenza                        | Polazzo Vicenza                        | Polazzo Vicenza                        |
| 2005–2006            | Nuncas Chieri                          | Nuncas Chieri                          | Nuncas Chieri                          | Nuncas Chieri                          | Nuncas Chieri                          | Nuncas Chieri                          | Nuncas Chieri                          | Nuncas Chieri                          | Nuncas Chieri                          | Nuncas Chieri                          | Nuncas Chieri                          |
| 2007 (od 04.02.2007) | Acqua Paradiso Gabeca Montichiari      | Acqua Paradiso Gabeca Montichiari      | Acqua Paradiso Gabeca Montichiari      | Acqua Paradiso Gabeca Montichiari      | Acqua Paradiso Gabeca Montichiari      | Acqua Paradiso Gabeca Montichiari      | Acqua Paradiso Gabeca Montichiari      | Acqua Paradiso Gabeca Montichiari      | Acqua Paradiso Gabeca Montichiari      | Acqua Paradiso Gabeca Montichiari      | Acqua Paradiso Gabeca Montichiari      |

| Lata                      | Klub/Reprezentacja                 | Funkcja                                              | Asystent trenera                       | Osiągnięcie                | Trofeum        | Rok        |
| 2004–2005                 | Minetti Infoplus Vicenza (kobiety) | trener przygotowania motorycznego                    | Simonetta Avalle, Giuseppe Nica        |                            |                |            |
| 2005–2006                 | Bigmat Kerakoll Chieri (kobiety)   | trener przygotowania motorycznego                    | Giovanni Guidetti                      |                            |                |            |
| 2006–2007                 | Acqua Paradiso Gabeca Montichiari  | trener przygotowania motorycznego                    | Julio Velasco                          |                            |                |            |
| 2007 (do 30.11.2007)      | Top Team Mantova                   | asystent trenera                                     | Lorenzo Tubertini                      |                            |                |            |
| 2007–2009                 | Ural Ufa                           | asystent trenera                                     | Angelo Frigoni                         |                            |                |            |
| 2009–2012                 | Lokomotiw Nowosybirsk              | trener przygotowania motorycznego                    | Andriej Woronkow                       | Puchar Rosji               | złoto          | 2010, 2011 |
| 2012–2014                 | Fakieł Nowy Urengoj                | asystent trenera                                     | Ferdinando De Giorgi                   |                            |                |            |
| 2013–2017                 | Finlandia                          | asystent trenera                                     | Tuomas Sammelvuo                       |                            |                |            |
| 2014–2015                 | Halkbank Ankara                    | asystent trenera                                     | Lorenzo Bernardi                       | Superpuchar Turcji:        | złoto          | 2014       |
| 2014–2015                 | Halkbank Ankara                    | asystent trenera                                     | Lorenzo Bernardi                       | Puchar Turcji              | złoto          | 2015       |
| 2014–2015                 | Halkbank Ankara                    | asystent trenera                                     | Lorenzo Bernardi                       | Liga turecka               | srebro         | 2015       |
| 2015–2016                 | Hurrikaani-Loimaa                  | I trener                                             |                                        | Liga fińska                | brąz           | 2016       |
| 2016–2018                 | Kuzbass Kemerowo                   | asystent trenera                                     | Tuomas Sammelvuo                       |                            |                |            |
| 2018–2019                 | Jastrzębski Węgiel                 | asystent trenera i trener przygotowania motorycznego | Ferdinando De Giorgi, Roberto Santilli | Liga polska                | brąz           | 2019       |
| 2019–2021 (do 25.02.2021) | Cucine Lube Civitanova             | asystent trenera                                     | Ferdinando De Giorgi                   | Klubowe Mistrzostwa Świata | złoto          | 2019       |
| 2019–2021 (do 25.02.2021) | Cucine Lube Civitanova             | asystent trenera                                     | Ferdinando De Giorgi                   | Puchar Włoch               | złoto          | 2020, 2021 |
| 2021–                     | Włochy                             | asystent trenera                                     | Ferdinando De Giorgi                   | Mistrzostwa Europy         | złoto · srebro | 2021 2023  |
| 2021–                     | Włochy                             | asystent trenera                                     | Ferdinando De Giorgi                   | Mistrzostwa Świata         | złoto          | 2022       |
| 2021–2022 (do 14.04.2022) | Jastrzębski Węgiel                 | trener przygotowania motorycznego                    | Andrea Gardini                         | Superpuchar Polski         | złoto          | 2021       |
| 2022–2023 (od 14.04.2022) | Jastrzębski Węgiel                 | I trener                                             |                                        | Liga polska                | srebro         | 2022       |